# Ab Iris
Ab Iris var en möbel- och keramisk fabrik i Borgå i Finland.
Louis Sparre och hans hustru Eva Mannerheim grundade bolaget 1897. Där tillverkades med hög konstindustriell ambition möbler. Man producerade även keramik under ledning av Alfred William Finch, som Louis Sparre engagerade som chef för företagets keramikverkstad. Möbeltillverkningen gick med vinst, men keramiktillverkningen med förlust. Louis Sparre, som delat sin tid mellan måleri och fabriksledning, tvingades efter några år att avgå från företagets ledning, och fabriken lades 1902 slutligen ned efter en konkurs.
Iris tillverkade hela inredningar, möblemang och enskilda möbler efter ritningar av Louis Sparre och av utomstående formgivare som Hjalmar Nyström. Företaget hade också agentur för Finland för brittiska Liberty & Co. Det exporterade till överklasskunder i Sankt Petersburg i Ryssland, till exempel en salong, en matsal och ett herrum för grevinnan Marie von Etter och inredningen av sex rum till Lev Tolstojs villa i närheten av Viborg. I Finland inreddes Restaurang  Kajsaniemi, Restaurang Central och Gamla studenthuset i Helsingfors 1901. Finska handarbetets vänner drev under denna tid en formgivningslinje som låg i linje med tidens finskhetssträvanden. Iris hade en mer internationell, delvis engelskinfluerad kollektion, och bildade därmed en motvikt till detta.
Borgå museum visar möbler och keramik från Iris i sina permanenta utställningar i Gamla Rådhuset.